# Elaphria cohaerens
Elaphria cohaerens là một loài bướm đêm trong họ Noctuidae.